# Chapadinha (microregio)
Chapadinha is een van de 21 microregio's van de Braziliaanse deelstaat Maranhão. Zij ligt in de mesoregio Leste Maranhense en grenst aan de deelstaat Piauí in het oosten, de microregio's Coelho Neto in het zuiden en Codó in het zuidwesten, de mesoregio Norte Maranhense in het westen en noordwesten en de microregio Baixo Parnaíba Maranhense in het noorden en noordoosten. De microregio heeft een oppervlakte van ca. 10.031 km². Midden 2004 werd het inwoneraantal geschat op 187.661.
Negen gemeenten behoren tot deze microregio:
- Anapurus
- Belágua
- Brejo
- Buriti
- Chapadinha
- Mata Roma
- Milagres do Maranhão
- São Benedito do Rio Preto
- Urbano Santos

Mesoregio's: Centro Maranhense · Leste Maranhense · Norte Maranhense · Oeste Maranhense · Sul Maranhense

Microregio's: Aglomeração Urbana de São Luís · Alto Mearim e Grajaú · Baixada Maranhense · Baixo Parnaíba Maranhense · Caxias · Chapadas das Mangabeiras · Chapadas do Alto Itapecuru · Chapadinha · Codó · Coelho Neto · Gerais de Balsas · Gurupi · Imperatriz · Itapecuru Mirim · Lençóis Maranhenses · Litoral Ocidental Maranhense · Médio Mearim · Pindaré · Porto Franco · Presidente Dutra · Rosário